# Matthews (Missouri)
Matthews és una població dels Estats Units a l'estat de Missouri. Segons el cens del 2000 tenia 605 habitants.

## Demografia
Segons el cens del 2000, Matthews tenia 605 habitants, 252 habitatges, i 179 famílies. La densitat de població era de 212,4 habitants per km².
Dels 252 habitatges en un 32,9% hi vivien nens de menys de 18 anys, en un 56% hi vivien parelles casades, en un 11,9% dones solteres, i en un 28,6% no eren unitats familiars. En el 27% dels habitatges hi vivien persones soles el 14,3% de les quals corresponia a persones de 65 anys o més que vivien soles. El nombre mitjà de persones vivint en cada habitatge era de 2,38 i el nombre mitjà de persones que vivien en cada família era de 2,85.
Per edats la població es repartia de la següent manera: un 26,4% tenia menys de 18 anys, un 7,4% entre 18 i 24, un 27,3% entre 25 i 44, un 22,8% de 45 a 60 i un 16% 65 anys o més.
L'edat mediana era de 40 anys. Per cada 100 dones de 18 o més anys hi havia 90,2 homes.
La renda mediana per habitatge era de 28.083 $ i la renda mediana per família de 30.655 $. Els homes tenien una renda mediana de 27.500 $ mentre que les dones 15.417 $. La renda per capita de la població era de 13.426 $. Entorn del 7,8% de les famílies i el 9,1% de la població estaven per davall del llindar de pobresa.

## Poblacions properes
El següent diagrama mostra les poblacions més properes.